# Litvín Popel z Lobkowicz
Litvín Popel z Lobkowicz (1518 – 6. února 1580 Bílina) byl příslušník bílinské větve šlechtického rodu Lobkoviců a spolu s bratrem Kryštofem patřil k vlastní bílinské pošlosti. Měl vřelý vztah k hudbě. Byl pochován v kostele sv. Petra a Pavla v Bílině.

## Majetek

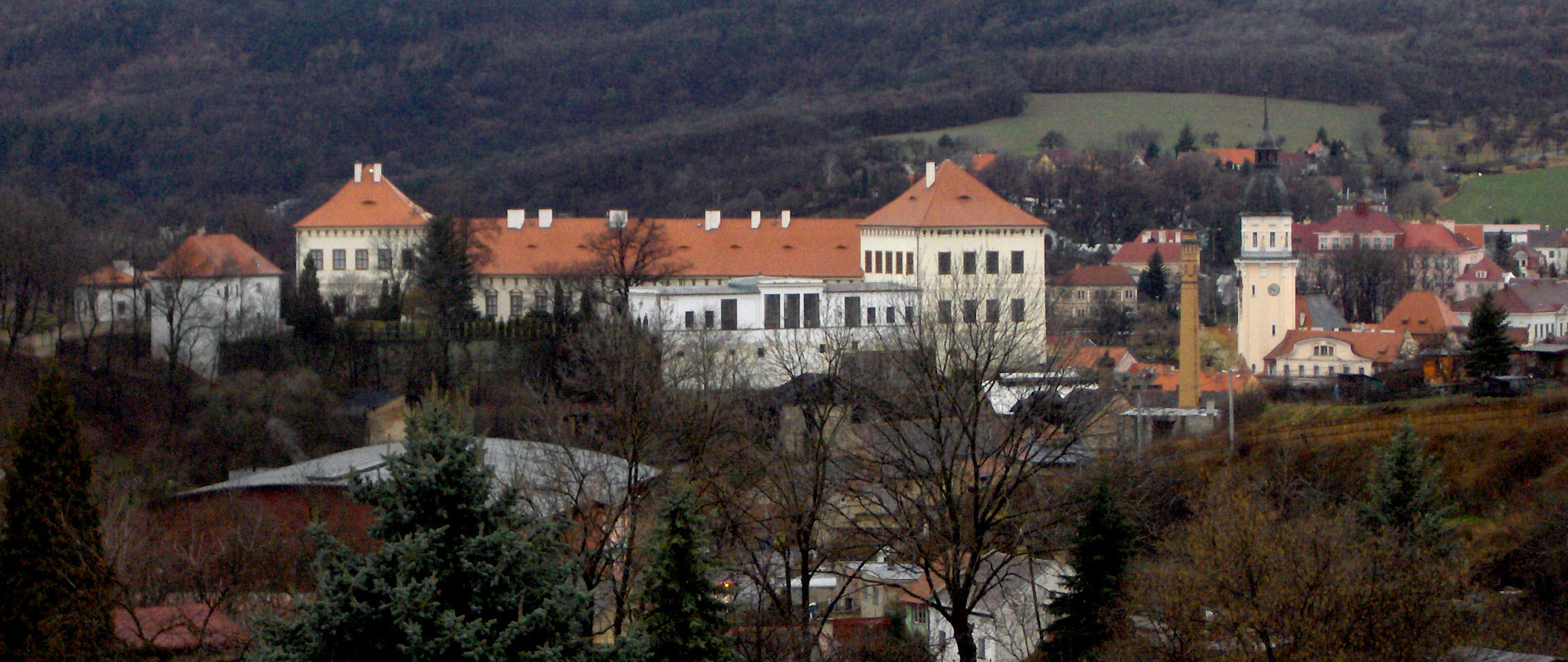
Zámek Bílina

Vlastnil Bílinu, Pravdu a Ročov.

## Rodina
Narodil se jako pátý syn a pátý z devíti potomků Děpolta Popela z Lobkowicz († 3. duben 1527 Bílina) a jeho druhé manželky Anny (Anežky) Mičanové z Klinštejna a Roztok († 1528). Jeho bratři založili peruckou, bílinskou, duchcovskou a tachovskou pošlost.
Oženil se asi v roce 1540 s Ludmilou Zajícovou z Házmburka (1524 – 28. 10. 1557 Bílina, pohřbena v kostele sv. Petra a Pavla v Bílině), dcerou Jana Zajíce z Házmburka na Budyni († 1553) a jeho manželky Markéty z Minsterberka (1501–1551). Narodilo se jim 5 dětí:
- 1. Markéta (1541 – 17. 9. 1600)
  - 1. ∞ (20. 2. 1565) Jan (Hanuš) z Oppersdorfu na Dubu a Frýdštejně (asi 1514 – 3. 7. 1584)
  - 2. ∞ Jan V. Popel z Lobkowicz na Točníku (asi 1521 – 18. 6. 1590)
- 2. Jan mladší (1545 – 24. 2. 1583, pohřben v kostele sv. Petra a Pavla v Bílině), hejtman litoměřického kraje
  - 1. ∞ Hedvika z Oppersdorfu (1557 – 15. 5. 1580, pohřbena v kostele sv. Petra a Pavla v Bílině)
  - 2. ∞ Kateřina z Lobkowicz (1553 – 5. 10. 1591, pohřbena v kostele sv. Petra a Pavla v Bílině)
    - 1. [z 1. manž.] Ludmila (1580–1623)
      - ∞ Václav Záruba z Hustířan († 1610)
- 3. Děpolt († leden 1566 Český Krumlov), dvořan Viléma z Rožmberka
- 4. Mikuláš
- 5. Ambrož